# Hunawihr
Hunawihr là một xã trong tỉnh Haut-Rhin, thuộc vùng Grand Est của nước Pháp, có dân số là 511 người (thời điểm 1999). Hunawihr nằm 2 km về phía nam của Ribeauvillé

## Thông tin nhân khẩu
| 1962 | 1968 | 1975 | 1982 | 1990 | 1999 |
| ---- | ---- | ---- | ---- | ---- | ---- |
| 518  | 523  | 521  | 537  | 503  | 511  |

## Địa điểm tham quan
- Nhà thờ Saint Jacques từ thế kỷ 15/16.
- Tòa thị chính (1517).